# Stapeliopsis
Stapeliopsis es un género de plantas fanerógamas de la familia Apocynaceae. Contiene once especies.

## Descripción
Son mazos de tallos suculentos de 2-8 cm de alto, poco ramificados,  con el látex incoloro; rizomas presentes, con raíces fibrosas. Los brotes son suculentos, de color azul-verdoso (a menudo moteado de púrpura), cilíndricos, de 3-15 cm de largo, 5-20 mm de ancho, 4-angular, con ángulos redondeados o con ángulos afilados [S. saxatilis (NE Br.) Bruyns],  glabros. Las hojas son persistentes o caducas, reducidas a escamas, son de propagación horizontal, las escalas son suculentas (S.urniflora) o que constituyen espinas de 0.1-0.7 cm de largo, el ápice agudo.
Las inflorescencias son extra-axilares (basales en los flancos de los tallos), con 1-3  flores,  1-2 flores abiertas de forma simultánea, simples,  condensadas, pedunculadas, los pedúnculos más cortos que los pedicelos, glabros; raquis persistente, recto (pero de forma irregular); pedicelos glabros. Las flores son fétidas y nectaríferas.

## Taxonomía
El género fue descrito por Neville Stuart Pillans y publicado en South African Gardening 18: 32. 1928.

## Especies
| - Stapeliopsis ballyi Marn.-Lapost. - Stapeliopsis breviloba (R.A.Dyer) Bruyns - Stapeliopsis cooperi (N.E.Br.) Phillips - Stapeliopsis exasperata (Bruyns) Bruyns - Stapeliopsis khamiesbergensis Bruyns - Stapeliopsis madagascariensis Choux - Stapeliopsis neronis Pillans - Stapeliopsis pillansii (N.E.Br.) Bruyns - Stapeliopsis saxatilis (N.E.Br.) Bruyns - Stapeliopsis stayneri (M.B.Bayer) Bruyns - Stapeliopsis urniflora Lavranos |